# Quận Edgefield, South Carolina
Quận Edgefield là một quận trong tiểu bang South Carolina. Theo điều tra dân số năm 2000, quận có dân số 24.595 người; Năm 2005, Cục điều tra dân số Hoa Kỳ ước tính dân số quận này là 25.528 người.  Quận lỵ đóng ở Edgefield6.
Quận Edgefield thuộc vùng đô thị Augusta, Georgia.

## Địa lý
Theo Cục điều tra dân số Hoa Kỳ, quận có tổng diện tích 507 dặm Anh vuông (1.312 km²), trong đó, 502 dặm Anh vuông (1.300 km²) là diện tích đất và 5 dặm Anh vuông (12 km²) trong tổng diện tích (0.92%) là diện tích mặt nước.

### Các quận giáp ranh
- Quận Saluda, South Carolina - Đông bắc
- Quận Aiken, South Carolina - Đông
- Quận Richmond, Georgia - Tây nam
- Quận Columbia, Georgia - Tây nam
- Quận McCormick, South Carolina - Tây
- Quận Greenwood, South Carolina - Tây bắc

### Khu bảo tồn thiên nhiên
- Rừng quốc gia Sumter (một phần)

## Thông tin nhân khẩu
Theo cuộc điều tra dân số2 tiến hành năm 2000, quận này có dân số 24.595 người, 8.270 hộ, và 6,210 gia đình sinh sống trong quận này. Mật độ dân số là 49 người trên mỗi dặm Anh vuông (19/km²). Đã có 9.223 đơn vị nhà ở với một mật độ bình quân là 18 trên mỗi dặm Anh vuông (7/km²).  Cơ cấu chủng tộc của dân cư sinh sống tại quận này gồm 56.77% người da trắng, 41.51% người da đen hoặc người Mỹ gốc Phi, 0.33% người thổ dân châu Mỹ, 0.24% người gốc châu Á, 0.03% người các đảo Thái Bình Dương, 0.44% từ các chủng tộc khác, và 0.69% từ hai hay nhiều chủng tộc.  2.05% dân số là người Hispanic hoặc người Latin thuộc bất cứ chủng tộc nào.
Có 8,270 hộ trong đó có 34.80% có con cái dưới tuổi 18 sống chung với họ, 55.60% là những cặp kết hôn sinh sống với nhau, 15.50% có một chủ hộ là nữ không có chồng sống cùng, và 24.90% là không gia đình. 22.40% trong tất cả các hộ gồm các cá nhân và 9.10% có người sinh sống một mình và có độ tuổi 65 tuổi hay già hơn.  Quy mô trung bình của hộ là 2.66 còn quy mô trung bình của gia đình là 3.12.
Cơ cấu độ tuổi dân cư quận này như sau 24.10% dưới độ tuổi 18, 9.80% từ 18 đến 24, 32.10% từ 25 đến 44, 23.20% từ 45 đến 64, và 10.90% người có độ tuổi 65 tuổi hay già hơn.  Độ tuổi trung bình là 36 tuổi. Cứ mỗi 100 nữ giới thì có 112.80 nam giới. Cứ mỗi 100 nữ giới có độ tuổi 18 và lớn hơn thì, có 114.80 nam giới.
Thu nhập bình quân của một hộ ở quận này là $35,146, và thu nhập bình quân của một gia đình ở quận này là $41,810. Nam giới có thu nhập bình quân $32,748 so với mức thu nhập $23,331 đối với nữ giới. Thu nhập bình quân đầu người của quận là $15,415. Khoảng 13.00% gia đình và 15.50% dân số sống dưới ngưỡng nghèo, bao gồm 19.60% những người có độ tuổi 18 và 18.40% là những người 65 tuổi hoặc già hơn.

## Các thành phố và thị trấn
- Edgefield
- Johnston
- Murphys Estates
- Trenton